# Soy el que más sabe de televisión del mundo
Soy el que más sabe de televisión del mundo fue un concurso de televisión producido por Boomerang TV y emitido en la cadena española Cuatro entre 2005 y 2006. Fue presentado por Nico Abad.
Se estrenó el 12 de noviembre de 2005 y fue cancelado debido a su baja audiencia durante su segunda temporada, a finales de 2006.

## Formato
El programa se dividía en cuatro secciones: Videopreguntas y famosos, Prueba de la música, Prueba de publicidad y El momentazo histórico.

## Las Pruebas

### El panel de las videopreguntas
Videopreguntas: Mediante un vídeo, Arturo pregunta a los concursantes cosas sobre la televisión: series y programas.
Los Niños: En la pantalla se ve un vídeo donde unos niños van explicando a su estilo una serie o programa de televisión. Cuando un concursante sabe o cree saber la respuesta le da al pulsador antes de acabar el vídeo y responde. Entonces, para comprobar, se deja correr el vídeo hasta el final.

### La Batalla de la Música
Esta prueba se divide en varias subpruebas:
Recomponer: En la pantalla aparecen 5 palabras de una sintonía y cuando el concursante pulsa debe recomponerlas por orden.
Reconocer: Suena una canción o melodía de una serie o programa de televisión y los concursantes deben adivinar a que serie o programa de televisión pertenece.
Cantar: Los concursantes deben cantar una melodía o canción de un programa o serie de televisión según su título. También en época pre-eurovisiva se cantaron las canciones más famosas del mítico festival.
La sintonía distorsionada: Consiste en que los concursantes oyen una sintonía de un programa o serie de TV que puede estar distorsionada, al revés, con velocidad, lenta o distorsionada. El que la sepa pulsa y responde.

### Estamos en Publi
Dividida en: Las imágenes congeladas (o frames), los lemas, el antiguo anuncio nacional, el anuncio extranjero y la canción de un anuncio:
Imágenes congeladas:
En la pantalla aparece un frame de un anuncio y los concursantes deben adivinar por una sola imagen a que spot se refiere.
Lemas publicitarios:
Se menciona el eslogan de un anuncio que el concursante debe acertar
El anuncio antiguo:
En la pantalla aparece un trozo de vídeo de un anuncio emitido en España antiguo y el concursante puede pulsar cuando crea que sabe la respuesta.
El anuncio extranjero: En la pantalla aparece un trozo de vídeo de un anuncio extranjero, no emitido en España, y Nico da cuatro posibles respuestas de lo que puede tratar el anuncio. Este anuncio suele ser muy gracioso y de las cuatro opciones que te da ninguna parece cierta o todas parecen ciertas.
La canción de un anuncio: Se emite un anuncio sin audio y el concursante debe cantar la melodía o canción del anuncio

### El momento histórico
Los concursantes ven una vez y de forma seccionada un momento importante recordado por todos y que fue emitido por televisión (como La caída del muro de Berlín, la muerte del Papa, le llegada a la luna de Neil Armstrong). Los concursantes deben fijarse en los detalles más pequeños para luego responder las preguntas que les dice Nico correctamente. El momento está dividido en tres secciones, con tres preguntas cada una y narrada, cada vez más rápidamente por Arturo, la voz en off. En las finales, habrá un juego "extra": Cada respuesta a la pregunta es una palabra clave, esas palabras se juntan hasta que alguien en la penúltima o última pregunta quiera adivinar a qué corresponde esas palabras clave (Nico les dice qué es (Actriz, programa, serie...)). Si acierta se le sumarán 5 puntos al marcador, si falla se les restará.

### La batalla final
Es la prueba final del programa donde se enfrentan los 4 ganadores del día. Se trata en descubrir un personaje que solo los del programa saben. Nico primero pregunta a uno de ellos y si este acierta puede comenzar a preguntar preguntas que él quiera en un máximo de 1:30 minutos. si no acierta comenzará a preguntar el siguiente. Nico responderá con un Si o un No a las preguntas de los concursantes. Si le dice que no a alguien, pasa a preguntar el siguiente. El que tiene el turno puede responder cuando quiera. Entonces aparecerá en las pantallas el personaje; si ha acertado se lleva el premio, si no, nadie se lleva nada y el premio queda para la semana siguiente. Los premios son más valiosos que los de las pruebas normales tales como TDT's, DVD, Home Cinemas, etc.

## Los colaboradores
En la segunda temporada hay nuevos colaboradores que forman nuevas secciones:

### CJ
Es una mujer, fea y uniceja, de ahí el nombre de CJ (cejota). Ella se encarga de informarnos de la actualidad de la televisión y los estrenos en DVD.

### La reportera del espacio
Es una mujer que se encuentra en una "nave espacial" de la MIR y con su perra a su lado. Se encarga de enseñarnos los programas más extraños y divertidos de alrededor del mundo.

### La TV Local
Se trata de una sección en la que "se accede" cuando Nico "pisa una baldosa". "Conecta" con una televisión local donde se ve a una presentadora "super-pija" que está dando una pregunta sin sentido para ganar dinero. Tan solo sirve para echar unas risas.

### Javier Coronas
Viene como policía y nos enseña unas teorías de la televisión absurdas que ni él mismo se las cree.

## Los concursantes

### Normas
- En cada prueba, participan dos concursantes diferentes.

- Los concursantes salen del público a sorteo (o quizás no). El ganador de la prueba y la persona que sale del público se enfrentan entre ellos.

- En cada prueba hay un ganador que puede revalidar el título y volver el próximo programa o irse por ser derrotado por el rival.

- Por tanto siempre quedan cuatro ganadores al final, uno por cada prueba, los que más pruebas ganan vuelven a las finales como "históricos del programa" por la cantidad de programas que juegan. Algunos de estos concursantes son: Miguel Herrero, Marisa Pérez (alias Candy Candy), Mila Plaza, Juan Erro y Daniel Chicharro (alias Mr. Hoyitos), todos ellos de la 1.ª temporada.

### Loscastings
Justo después de llegar al atril el nuevo concursante, Nico da paso a un pequeño vídeo donde podemos ver al concursante sometiéndose al casting. Por esa razón es posible que los concursantes no se elijan al azar. Pero contradiciéndonos, también pueden haberlos elegido al azar, con tiempo para preparar el vídeo del casting (es lo más razonable).

## Los telespectadores
Durante el programa van apareciendo vídeos donde se ve discutiendo a unos telespectadores sobre series, programas, presentadores, temas de TV y similares. Los telespectadores actuales son: Las dos hermanas, Daniel Chicharro (ganador de la 1.ª temporada) y una chica nueva, El chico que levanta el brazo cuando habla, el del flequillo largo, la señora que se parece a Montserrat Caballé y el chico que va con ella. Además, estos se sometieron a citas con famosos como José Manuel Parada, Aitor Trigos u otros, que podemos ver mediante vídeos durante el programa.

## Puntuaciones
Las puntuaciones, son muy sencillas, por cada pregunta acertada el concursante se lleva un punto, si responde antes de tiempo cuando no debe o responde equivocadamente el punto va para el contrario. Si nadie responde, el punto no será para nadie. En las finales, cuando están compitiendo cuatro o tres concursantes, en vez de darle el punto a alguien del contrario cuando falle, solo se le restará de marcador.

## Normas
- Al principio de cada prueba Arturo (voz en off) dirá el nombre del concursante que debe bajar al atril para competir con el actual ganador.

- Cuando sea Nico quien haga la pregunta, los concursantes deben esperar a darle al pulsador hasta que Nico diga '¡Tiempo!. Si un concursante pulsa antes de que lo diga el punto será para el contrincante.

- Si un concursante responde mal a una pregunta se le quita un punto.

- Si un concursante pulsa mientras Arturo esté diciendo algo, este parará de decirlo.

- Todas las pruebas serán comprobadas mediante algún vídeo o sonido excepto la subprueba de los famosos.

## Los premios
Los premios no suelen ser de un gran valor económico, ya que su valor está más enfocado a la historia de la televisión o a objetos apreciados por personas que salen en la televisión. En las finales, hay un lote más valorado que los anteriores premios y solo se le entregara al ganador de la elección semifinalistas o semifinales, en el final del programa.

## Programas especiales
Cada cierto tiempo se producirán programas especiales donde vendrán cuatro conocidos famosos a retarse. Los concursantes del programa, por supuesto, no concursaran esos días pero asistirán como público.

## Las finales
A principios de julio empezaron las finales. Esta vez, cuatro concursantes se juegan un puesto en las semifinales y para ello compiten simultáneamente en cuatro atriles. A partir de la segunda prueba, el que haya conseguido menos puntos en cada prueba, será eliminado, hasta quedar solo uno. Los que participan en las semifinales son los rostros que han marcado algo en el programa (Estuvo mucho tiempo en las gradas, hizo algo que hace que nos acordemos de él/ella...)y que, desafortunadamente, no pudieron superar al campeón y se tuvieron que ir. En las semifinales concursaran los ganadores de las elecciones de los semifinalistas y los que han permanecido más tiempo en los sofás de campeones. Por último, en la final competirán los cuatro ganadores de las rondas de semifinales. El ganador de la final sería El que Más Sabe de Televisión del Mundo.
El día 30 de julio se celebró la gran final con Juan Erro, José Luis Piqueras "Mofli", Daniel Chicharro "Mr. Hoyitos" y Marisa Pérez "Candy Candy".
El ganador fue Daniel Chicharro, que se llevó un viaje a Los Ángeles y ser un nuevo comentarista de "Telespectadores". El subcampeón fue Marisa Pérez, que se llevó una auténtica televisión de 1956. Tercero, Juan Erro, y el cuarto, "Mofli".
De un modo extraordinario, se celebró una final VIP, para conocer al famoso que más sabe de televisión del mundo. El ganador fue Luis Larrodera.

## Final del programa
De los 40 concursantes que concursarán solo 8 llegarán a la final, y solo cuatro lograrán mantenerse cada semana. Los que no han sido elegidos para concursar, continuaran en la grada, sin límite de días y pudiéndose quedar hasta el final del programa sin salir, eso si, en cuanto sea elegido ya no podrá permanecer en el "público".